# San Vito (Lucca)
San Vito è un sobborgo di Lucca posto a nord-est del capoluogo, a circa 1 km. dalle mura urbane.

## Le chiese
La Via Vecchia Pesciatina, partendo dall'ospedale Campo di Marte, al di là del passaggio a livello della ferrovia Lucca-Aulla, porta fino alla chiesa vecchia del paese, situata all'incrocio con la via Pesciatina e sorta su una preesistente piccola chiesa dell'XI secolo. La chiesa nuova, edificata di recente (1978-1984) in zona più centrale, è dedicata alla Madonna del Rosario. È un edificio moderno, con interno luminoso e confortevole, e presenta due ingressi, uno da Via Monsignor E. Bertoletti, e l'altro dalla Via Vecchia Pesciatina.

## L'urbanizzazione
San Vito è stato oggetto nel secolo scorso di una notevole urbanizzazione, che ha portato il numero degli abitanti a oltre 4.000 (a metà del XIX secolo erano poco più di 800). Sul Viale Corsica e sul Viale Sardegna, due arterie parallele, sorgono varie case popolari consegnate agli assegnatari nel 1947. Di più recente costruzione sono i numerosi fabbricati posti a fianco di Via G.B. Giorgini, Via T.G. Marchetti e Via delle Pierone. In località Le Catene, lungo il Viale Martiri delle Foibe, esiste dal 2000 il principale  centro commerciale della città.

## Infrastrutture e trasporti
San Vito è collegata a Lucca mediante autocorse CTT Nord che transitano sulla ex strada statale 435 Lucchese.
Fino al 1957 la località era attraversata dalla tranvia Lucca-Monsummano, che svolgeva servizio passeggeri e merci.